# Ntanyobwa
Ntanyobwa är ett periodiskt vattendrag i Burundi.   Det ligger i provinsen Bururi, i den centrala delen av landet, 70 km sydost om huvudstaden Bujumbura.
I omgivningarna runt Ntanyobwa växer huvudsakligen savannskog. Runt Ntanyobwa är det ganska tätbefolkat, med 124 invånare per kvadratkilometer.